# Olga Bondarienko
Olga Pietrowna Bondarienko (ros. Ольга Петровна Бондаренко, z domu Krencer, ros. Кренцер, ur. 2 czerwca 1960 w Sławgorodzie) – rosyjska lekkoatletka, specjalistka biegów długodystansowych, reprezentująca przez większość kariery Związek Radziecki, mistrzyni olimpijska i Europy.
Rozpoczęła międzynarodową karierę ustanawiając rekord świata w biegu na 10 000 metrów wynikiem 31:13,78 14 czerwca 1983 w Kijowie. Debiut na dużej międzynarodowej imprezie zaliczyła na zawodach Przyjaźń-84 rozgrywanych w Pradze z udziałem zawodniczek ekip, które zbojkotowały igrzyska olimpijskie w 1984 w Los Angeles. Zdobyła wówczas brązowy medal w biegu na 3000 metrów. Na halowych mistrzostwach Europy w 1985 w Pireusie zajęła 2. miejsce na tym samym dystansie.
Zwyciężyła w biegu na 3000 metrów na mistrzostwach Europy w 1986 w Stuttgarcie, a  w biegu na 10 000 metrów zdobyła srebrny medal. Była druga w biegu na 3000 metrów na halowych mistrzostwach świata w 1987 w Indianapolis. Na mistrzostwach świata w 1987 w Rzymie zajęła 4. miejsce w biegu na 10 000 metrów, a finałowego biegu na 3000 metrów nie ukończyła.
Na igrzyskach olimpijskich w 1988 w Seulu Bondarienko zwyciężyła w rozgrywanym po raz pierwszy na igrzyskach olimpijskich biegu na 10 000 metrów kobiet. W kwietniu 1990 urodziła syna, co na jakiś czas wyłączyło ją z aktywnego uprawiania sportu. Na igrzyskach olimpijskich w 1992 w Barcelonie startowała w barwach Wspólnoty Niepodległych Państw. Nie ukończyła biegu eliminacyjnego na 10 000 metrów.
Bondarienko odnosiła również sukcesy w biegach przełajowych. Zdobyła srebrny medal w drużynie podczas mistrzostw świata w 1985 w Lizbonie (indywidualnie była siódma), brązowy medal drużynowo na mistrzostwach świata w 1987 w Warszawie (indywidualnie 13. miejsce) oraz złoty medal, również w drużynie na mistrzostwach świata w 1988 w Auckland (indywidualnie 20. miejsce).
Była mistrzynią ZSRR na 3000 metrów w 1985 i 1987, na 5000 metrów w 1985 i na 10 000 metrów w 1984, 1985 i 1987 oraz mistrzynią Rosji na 10 000 metrów w 1993 i w półmaratonie w 1994, a także mistrzynią ZSRR w hali na 3000 m w 1985.
Od 1996 reprezentowała Niemcy, jednak nie odniosła już znaczących osiągnięć na międzynarodowych arenach.